# Barsebäck
Barsebäck est un village suédois situé en Scanie sur les rives de l'Öresund appartenant à la commune de Kävlinge. Sa population était de 509 habitants en 2005. Il est situé à 4 km du port de Barsebäckhamn.

## Historique
Le domaine est cité au XIIe siècle et appartient à diverses familles de la noblesse danoise jusqu'à la guerre de Scanie (1675-1679), lorsque la région passe à la Suède. Le château de Barsebäck est le témoin de son histoire.
Le village est connu pour avoir abrité la centrale nucléaire de Barsebäck, aujourd'hui fermée, qui fut en activité de 1975 à 2005.
Les touristes apprécient cette région maritime et son golf-club de Barsebäck est réputé.